# Deh-e Kan
Deh-e Kan (persiska: ده کن) är ett samhälle i Iran.   Det ligger i provinsen Kerman, i den sydöstra delen av landet, 1 100 km sydost om huvudstaden Teheran. Deh-e Kan ligger 1 391 meter över havet och antalet invånare är 110.
Terrängen runt Deh-e Kan är kuperad åt nordost, men åt sydväst är den bergig. Runt Deh-e Kan är det glesbefolkat, med 17 invånare per kvadratkilometer. Närmaste större samhälle är Nargesān, 19,5 km väster om Deh-e Kan. Omgivningarna runt Deh-e Kan är i huvudsak ett öppet busklandskap.